# Fleissig Sándor
Fleissig Sándor (Pest, 1869. június 4. – Budapest, Józsefváros, 1939. május 5.) magyar bankár, bankigazgató, országgyűlési képviselő. A Takarékpénztárak és Bankok Egyesületének egyik vezetője volt. Fia, Fleissig József (1897–1944) bankár volt.

## Életpályája
Fleissig Efraim (1828–1904) tőzsdeügynök és Drucker Róza fiaként született. Kereskedelmi Akadémiát végzett. 1893–1919 között a Hermes című tőzsdei lap tulajdonosa volt. Az 1900-as évek elején magánbankházat alapított. 1903-tól a Galilei Páholy tagja, 1912–1914 között főmestere volt. 1906-ban beválasztották a Tőzsdetanácsba. 1907-től Budapesten virilista. 1909-től a Magyar Bank és Kereskedelmi Rt. (Angol–Magyar Bank) ügyvezető igazgatója, 1925-től ügyvezető alelnöke, illetve alelnök-vezérigazgatója volt. 1918-tól a budapesti Tőzsdetanács alelnöke, 1931-től a Budapesti Áru- és Értéktőzsde elnöke volt. 1921–1928 között a Magyar Sakkszövetség társelnöke volt. 1922-től a győri Magyar Bank elnök-igazgatója volt. 1935–1939 között a felsőház tagja volt.
Sírja a Kozma utcai izraelita temetőben található (3C-1-6).

## Családja
Házastársa Drucker Malvina (1874–1944) volt, akit 1896. február 2-án Budapesten vett nőül.
Gyermekei:
- Fleissig József (1897–1944) bankigazgató. Felesége Riesz Jolán (1902–1944).[7]
- Fleissig Gabriella (1898–1978). Első férje Székely Pál okleveles mérnök, második Réthi Aurél (1884–1976) orvos, fül-orr-gégész.
- Fleissig Endre (1900–1933) a Hungária műtrágya-, kénsav- és vegyipar r. t. ügyvezető igazgatója. Sírja a Fiumei úti sírkertben, Ligeti Miklós alkotása, 1935.[8][9]
- Fleissig Edit (1904–1992). Férje Moravcsik Gyula (1892–1972) bizantinológus, egyetemi tanár.[10]

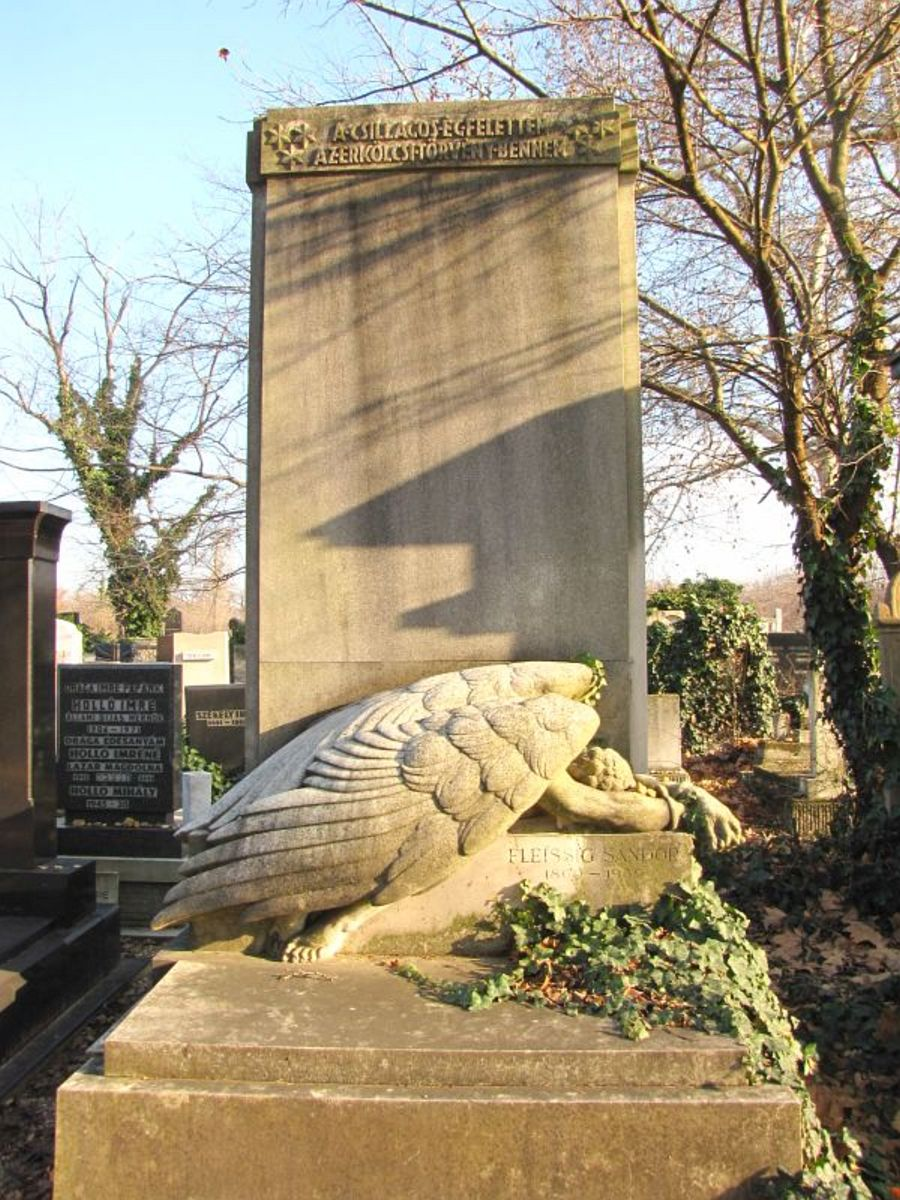
Sírja Budapesten. Kozma utcai izraelita temető: 3C-1-6

## Díjai, elismerései
- I. osztályú Magyar Érdemkereszt (1935)